# 오타 류
오타 류(일본어: 太田 竜, 1930년 8월 16일-2009년 5월 19일)는 일본의 음모론자이며 예전에는 트로츠키주의자였다. 본명은 구리하라 도이치(일본어: 栗原 登一)이며 가라후토청 도요하라정(현재의 러시아 사할린주 유즈노사할린스크) 출신이다. 도쿄이과대학을 중퇴하였으며 트로츠키주의를 신봉하여 혁공동 제4인터파 창당에 가담, 이후 위원장을 지냈다. 궁민혁명론을 주창하였으며 1970년대에 트로츠키주의에서 벗어나 아이누모시리 독립운동으로 선회하여 이후 생태주의 운동, 자연식 운동으로 전향했다가 후에는 프리메이슨, 일루미나티 같은 비밀결사의 유대금융자본 세계지배 음모론을 신봉했다. 그 뒤에는 불교 철학자를 자처했으며 말년에는 인류가 파충류인간들에게 지배당한다는 음모론을 주장했다. 2009년 5월 19일 복막염으로 죽었다.

## 생애
의사 구리하라 다쓰자부로(栗原達三郎)와 아내 고바야시 도미(小林トミ)의 4남으로 태어났다. 부친은 지바현 인바군 모노이촌(현재의 요쓰카이도시 모노이)에 대대로 이어진 한의사 가계였다.
1942년 토요하라 제1심상소학교에 입학. 이 무렵 둘째형 구리하라 도요가 마르크스주의자로 체포당해 북해도제국대학 예과에서 퇴학당했다. 1944년 3월, 고향 치바현으로 귀향했고, 구제 치바중학교(현재의 치바현립 치바고등학교) 2학년 때까지 둘째형의 장서를 탐닉하여 열성적인 공산주의자가 되었다. 전쟁 말기에 급우들에게 일본은 망한다고 예언했다가 매국노로 몰려 운동부 동아리실에서 린치를 당하기도 했다.:12

### 트로츠키주의자
1945년 10월 일본청년공산동맹(일본민주청년동맹의 전신)에 가맹했고, 1947년 일본공산당 당원이 되었으나 1953년 탈당, 1957년 쿠로다 칸이치 등과 함께 혁명적공산주의자동맹(혁공동)을 결성했다. 1958년 제4인터내셔널 제5차 대회에 참석하고, 귀국하자마자 혁공동의 일본사회당에 대한 입당전술을 제기했다. 그러나 이 제안이 부결되자 오타는 자기 영향 하에 있던 동경학예대학과 히비야고등학교 그룹을 거느리고 이탈했다. 이것이 소위 “혁공동 제1차 분열”이다.
혁공동에서 분열해 나간 오타는 1958년 8월 “트로츠키스트동지회(트로동)”을 결성하고, 일본사회당 지구조직에 대한 입당전술을 실시한다. 트로동은 1958년 12월 “국제주의공산당(ICP)”으로 발전적 해소했다. ICP는 사회당에 대한 입당전술에 의거하여 온건한 활동을 계속하고 있었는데, 1960년 6월 안보투쟁의 대고양을 직면한 오타는 갑자기 독단적으로 6월 22일 오차노미즈역 앞에서 혼자서 「대중은 무장봉기하라」고 호소하는 전단을 뿌렸다. 이 독단전행 때문에 오타는 ICP로부터 “비조직적 도발자”로서 제명당했다.
그러나 1963년, 여전히 입당전술을 계속하고 있던 ICP그룹에 다시 “지도자”로서 영입되었고, 1964년 니시 쿄지・사카이 요시치 등의 혁공동 잔류파(1959년에 쿠로다 등이 제2차 분열을 해나간 상황이었다) 또는 “관서파”와 통합해서 제4인터내셔널 일본지부를 결성한다. 하지만 1965년 오타가 조직의 결정을 거치지 않고 “타치카와 미군기지에 데모대를 돌입시켜, 미군에게 사살당하게 만듦으로써 대중의 분노를 환기해 반미군기지 투쟁을 전국화시킨다”는 목적으로 꾀했던 “5・18 투쟁”이 불발로 끝나고(10명 정도 미군에게 사살되는 것을 목적으로 미군기지에 난입했지만, 일본 경찰 기동대에 진압당하고 끝났다), 책임을 추궁당한 오타는 소수의 지지자들을 이끌고 다시금 탈당, 새로이 “제4인터내셔널 (볼셰비키-레닌주의파)”, 약칭 BL파를 차리고 그 대중조직인 “무장봉기준비위원회 - 프롤레타리아군단”을 결성했다. 하지만 이 시기부터 점차 마르크스주의 자체와 결별하기 시작해서 1971년 탈당하고, 당으로부터 사형선고를 받았다. 같은 해 무렵부터 타케나카 로・히라오카 마사아키 등과 “3바보 게바리스타(체 게바라 신봉자)”로 불리는 사이가 되어 “세계혁명낭인”을 자칭했다.

### 아이누 혁명론자
1971년, 기록영화 『아이누의 결혼식』(감독 히메다 타다요시)을 보고 감동, 이것이 계기가 되어 1972년에는 아이누 혁명론자가 되었고, 홋카이도청 폭파, 시라오이정장 및 북해도지사에 대한 “사형집행”을 선고했다(다만 실행범과는 별개다. 체포된 실행범은 오모리 가쓰히사인데, 그는 평행 범행사실을 부인했다).
1972년에는 아이누해방동맹을 결성한 아이누인 활동가 유우키 쇼우지와 알게 되었고, 샤쿠샤인상 사건이라던지, 같은 해 삿포로에서 개최된 일본인류학회・민족학회 연합대회 자리에서 단상을 점거하고 공개질문장을 낭독한 사건 등에서 유우키와 동행했다. 하지만 이후 유우키는 아이누 혁명론을 비판하는 입장으로 선회했고, 샤쿠샤인상 사건으로 체포된 이후 서로를 모욕하는 논설을 발표하며 절연했다.
1974년 샤쿠샤인상 사건이 보도되는 가운데, 오타는 저서를 통해 “인민지원자(人民志願者)”를 모집해 아이누상 및 개척기념비 등의 손괴행위를 담당하게 했다. 또한 정보선전기관으로서 “아이누혁명정보부”를 설치해 북해도 내의 아이누해방운동 조직을 돌면서 무장투쟁을 촉구하고 다닌 것으로 드러났다.
오타는 1974년-75년에 미츠비시중공 폭파사건 등 연속기업폭파사건을 일으킨 동아시아반일무장전선에 사상적 영향을 미쳤다. 공안경찰이 오타를 반일무장전선의 멤버로 보고 잡아다 수사했으나 결백함이 증명되었다. 하지만 경찰은 오타의 인맥 어딘가에 반일무장전선 멤버가 있을 것이라고 추리했고, 고구마 줄기 캐듯이 수사가 진행되어 반일무장전선 멤버들을 검거하기에 이르렀다. 한편 오타 본인은 샤쿠샤인상 사건으로 기소되어 집행유예를 받았다.

### 환경보호론자
한편, 오타는 국제환경보호단체 그린피스의 정식 일본지부인 그린피스 재팬(GPJ)이 설립(1989년)되기 전에 한동안 “그린피스(의 일본지부)”를 자칭하고 다녔고, 주간지 등에 그 직함으로 등장하기도 했다. 하지만 허가를 받아 이름붙인 것이 아니었다. 이 무렵 오타 류와 대판 싸우고 안티그린피스가 된 자들 가운데 만화가 카리야 테츠(그는 고래고기는 일본인의 혼이라며 포경을 옹호한다)가 있다.
오타는 일본초록당(약칭 미도당)이라는 이름의 환경주의 정당을 결성했지만 당내에서 노선대립이 발생해 새로이 일본초록연합(약칭 미도련)을 결성하여 당을 두개로 분열시켰다(나중에 초록과 생명의 네트워크로 재통합).
1986년 제14회 참원선에 미도련 공천으로 비례구 출마했지만 낙선. 1987년 도쿄도지사 선거에도 미도련으로 입후보했으나 낙선했다. 1990년 제29회 총선거에서는 지구유신당을 이끌고 동경 1구에서 입후보했으나 또 낙선. 1992년 제16회 참원선에는 자기는 나서지 않고 다른 후보를 옹립했지만 또 낙선. 1993년 제40회 총선거에는 본명 ‘구리하라 도이치’로 동경 5구에 입후보했으나 낙선. 이후에는 선거에 입후보하지 않게 되었다.
이 시기의 오타는 토착혁명론, “인류독재 타도를 통한 바퀴벌레 해방・쥐 해방・지렁이 해방”(『일본에콜로지스트선언』)과 종차별 철폐를 호소하는 “에콜로지주의” 따위를 주장했다.
부친이 한의사 집안이었던 점과, 또 눈이 나빠졌을 때 한방의학으로 치료했던 경험 등으로 인해 한의학과 자연식에도 관심을 가졌다. 또한 가축제도의 폐지를 주장했다.

### 음모론자
1993년, 전전 시대에 게이오대 교수 와카미야 유노스케를 중심으로 활동하다 해산당했던 국제정경학회가 생존하고 있다는 사실을 알게 되었고, 반년간 유대인 음모론을 공부한 끝에 음모론에 눈을 떴다.
오타는 국제정경학회의 최후의 계승자를 자처하고 국제유대인 음모론자가 되었다. 이 무렵부터 이름을 太田龍라고 번체로 표기하게 되었고, 『주간일본신문』 편집주간을 지냈다. 이 “전향” 후로는 시라오이정장 습격사건이 자기와 무관하다는 입장을 표명하고 다니기 시작했다.
그 뒤 “천수학회(天寿学会)”, “문명비판학회(文明批判学会)”, “역사수정연구소(歴史修正研究所)”, “우주젼략연구소(宇宙戦略研究所)” 주재(主宰), “지구유신연맹(地球維新連盟)” 회장, 일본동물실험폐지협회 임원 등을 자칭했다.
만년에는 유대인 음모론보다는 프리메이슨 등의 조직을 음모 주체로 여기는 경향이 강해졌다. 그 사상은 음모론, 국수주의・전통주의, 자연식・가축제도 폐지를 3대 기둥으로 삼게 되었고, 야스쿠니 신사에 참배했다.
기본적으로 성실한 독학자였던 오타는 하루 16시간 가까이 공부했고, 하루에 한 권의 양서를 독파할 정도의 영어실력의 보유자여서, 그 실력을 살려 존 콜먼, 유스터스 멀린즈, 데이비드 아이크 등 해외 음모론자들의 저서를 많이 번역했다.
저서 『UFO 원리와 우주문명』에서는 “항성이나 행성을 움직이는 엄청난 에너지는 어디서 나오는가. 지구의 어디를 조사해도, 무슨 로켓 연료가 붙어 있는 것도 아니고, 제트엔진이나 프로펠러가 붙어 있는 것도 아니다. …… UFO를 만들어 운행하는 외계인은 이 천체운행의 에너지를 발견해 그것을 응용하고 있는 것이라고 생각되지 않는가”는 괴설을 늘어놓았다. 과학적 회의주의 집단인 토학회에서 내놓은 『터무니없는 책의 세계』에서는 “오타는 관성의 법칙이라는 것을 이해하지 못하는 것 아닌가”라는 비판을 들었다.
텔레비전을 일루미나티에 의한 세뇌의 도구, “백치제조기”라고 부르기도 했다.
다른 음모론자를 비판하는 경향이 있었다. 처음에는 벤자민 풀포드를 높이 평가하여 공저를 낼 정도였지만, 풀포드가 데이비드 아이크를 비판하자 사이가 틀어졌다. 오타는 폴포드 외에 나카마루 카오루・아베 요시히로・소에지마 타카히코・오니즈카 히데아키 5인을 소위 “일루미나티의 주구”로 몰았다. 소에지마는 이런 비판에 강하게 반론했다. 폴포드는 오타 사후 비판하는 일이 없어졌고, 그의 “생전의 공적”을 평가하여 “오타의 뜻을 이어가자”고 발언했다.

### 말년
만년에는 오카 기요시 사상의 연구에 몰두했다.
2009년 5월 19일 복막염으로 사망. 같은 해 12월부터 매년 5월과 12월에 “오타 류씨를 기리는 회”가 개최되고 있다.
7주기를 맞는 2015년 5월 19일에 『영원한 혁명가 오타 류 추억집』이 간행되었다. 2018년 2월 28일에는 유작인 『사이고 다카모리와 일루미나티의 비밀전쟁』이 간행되었다.

## 저서
- 『재차, 변경최심부를 향해 퇴각하라!』(再び、辺境最深部に向って退却せよ!) 話の特集 ISBN B000J8BBFQ (1978/03)
- 『세계혁명에의 길』(世界革命への道) 新泉社 ISBN B000J8OSXS (1978/06)
- 『혁명이론의 혁명: 마르크스레닌주의 비판』(革命理論の革命―マルクス=レーニン主義批判) 新泉社 ISBN B000J8ERA2(1979/09) - 사에키 요스케와 공저.
- 『혁명사상의 문을 열다: 현대사상가 입분』(革命思想の扉を開く―現代思想家入門) 流動出版 ISBN B000J87SCQ (1980/06)
- 『생명의 혁명』(いのちの革命) 現代書館 ISBN 4-7684-5526-3 (1980/08)
- 『무엇으로부터 시작할 것인가』(何から始めるべきか) 風濤社 ISBN B000J7TN48 (1981/02)
- 『성의 혁명』(性の革命) 現代書館 ISBN B000J7R85O (1982/01)
- 『일본원주민사 서설』(日本原住民史序説) 新泉社 ISBN 4-7877-8104-9 (1982/06)
- 『류큐호 독립과 만류공존』(琉球弧独立と万類共存) 新泉社 ISBN 4-7877-8307-6 (1983/01)
- 『일본의 식혁명가들』(日本の食革命家たち) 柴田書店 ISBN B000J77XRC (1984/03)
- 『자연식』(自然食) 現代書館 (1984/7)
- 『사적 전후좌익사: 자전적 전후사 1945-1971년』(私的戦後左翼史―自伝的戦後史 1945-1971年) 話の特集 ISBN B000J6PNE8 (1985/06)
- 『가축제도 전폐론 서설: 동물과 인간은 형제였다』(家畜制度全廃論序説―動物と人間は兄弟だった) 新泉社 ISBN 4-7877-8518-4 (1985/11)
- 『음식학 입문』(たべもの学入門) 緑光出版 （1987）
- 『모리시타 케이이치 평전: 천수를 위한 자연의학』(評伝・森下敬一　天寿への自然医学) 柏樹社 (1988/4)
- 『UFO 원리와 우주문명: 21세기 과학에 대한 전망』(UFO原理と宇宙文明―21世紀科学への展望) 日経企画出版局 ISBN 4-7952-4755-2 (1991/06)
- 『유대 7대 재벌의 세계전략: 세계경제를 주름잡는 알려지지 않은 거대재벌의 수수께끼』(ユダヤ七大財閥の世界戦略―世界経済を牛耳る知られざる巨大財閥の謎) 日本文芸社 ISBN 4-537-02268-X (1991/11)
  - (한국어) 《유태7대 재벌의 세계전략》. 번역 양병준. 크라운출판사. 2006년 1월 10일. ISBN 9788940692608.
- 『유대 세계제국의 일본침공전략: 열도 지배를 목표하는 “그림자 제국”을 폭로한다!!』(ユダヤ世界帝国の日本侵攻戦略―列島支配を目論む「陰の帝国」を暴く!!) 日本文芸社 ISBN 4-537-02300-7 (1992/06)
- 『유대 세계제국의 일본침공전략』(ユダヤ世界帝国の日本侵攻戦略) 日本文芸社 (1992/06) ISBN 4-537-02300-7
- 『유대의 일본침략 450년의 비밀: 하비에르의 일본 상륙으로부터 자민당 붕괴까지: 여기까지 진행된 일본민족말살계획』(ユダヤの日本侵略450年の秘密 ザビエルの日本上陸から自民党崩壊まで ここまで進んでいる日本民族抹殺計画) 日本文芸社 ISBN 4-537-02418-6(1993)
- 『유대의 앞잡이・국적 오오마에 켄이치를 베다』(ユダヤの手先・国賊・大前研一を斬る) 泰流社 (1993/06) ISBN 4-8121-0040-2
- 『유대-프리메이슨의 세계지배 대음모』(ユダヤ＝フリーメーソンの世界支配の大陰謀) 泰流社 (1993/08) ISBN 4-8121-0049-6
- 『유대 악마교에 일본을 팔아넘기는 국적 이케다 다이사쿠 “창가학회”를 베다』(ユダヤ悪魔教に日本を売る国賊 池田大作「創価学会」を斬る) 泰流社 (1993/10) ISBN 4-8121-0056-9
- 『유대의 일본점령계획』(ユダヤの日本占領計画) 荒地出版 (1994/03) ISBN 4-7521-0079-7
- 『유대문제 입문』(ユダヤ問題入門) 泰流社 (1994/01) ISBN 4-8121-0059-3
- 『유대의 모략 세계혁명운동의 비밀』(ユダヤの謀略世界革命運動の秘密) 泰流社 (1995/02) ISBN 4-8121-0107-7
- 『일본형 문명의 근본원리』(日本型文明の根本原理) 泰流社 (1996)
- 『어둠의 세계초정부의 극비전략: 클럽 오브 디 아일즈: 일본의 금융붕괴를 꾀하는 영국 과두권력의 정체』(闇の世界超政府の極秘戦略 クラブ・オブ・ジ・アイルズ 日本の金融崩壊を謀る英国寡頭権力の正体 日本文芸社 (1996/03)
  - (한국어) 《흑막속의 세계초정부 극비전략》. 번역 양병준. 크라운출판사. 2001년 12월 10일. ISBN 9788940681602.
  - (한국어) 《흑막속에 가려진 세계 초정부 극비전략》. 번역 양병준. 크라운출판사. 2006년 1월 10일. ISBN 9788940692615.
- 『피로 도색한 영국 왕실: 다이애나 암살과 유대의 수수께끼』(血塗られた英国王室―ダイアナ暗殺とユダヤの謎) 雷韻出版 (1999/11)
- 『유태국제비밀력』(猶太国際秘密力) 雷韻出版 (1999/07)
- 『유대-기독교 vs 이슬람: 감옥의 일신교가 세계범죄를 저질러 왔다』(ユダヤ・キリスト教vsイスラム―監獄の一神教が世界犯罪を行ってきた) 三交社 (2001/11) ISBN 978-4-87919-581-4
- 『천황파괴사』(天皇破壊史) 成甲書房 ISBN 4-88086-132-4 (2002/05)
- 『조몬 일본문명: 만오천년사 서론』(縄文日本文明一万五千年史序論) 成甲書房 ISBN 4-88086-149-9 (2003/07)
- 『조슈의 천황정벌』(長州の天皇征伐) 成甲書房 ISBN 4-88086-189-8 (2005/10)
- 『지구의 지배자는 파충류인간적 외계인이다』(地球の支配者は爬虫類人的異星人である) 成甲書房 ISBN 4-88086-219-3 (2007/9)
- 『대표적 조몬 일본인』(代表的縄文日本人) （미완）第二章～第七章まで冊子版として出版予定。太田文庫北海道Webサイト管理人のページ参照。
- 『나와시로 세이타로 국학 입문』(苗代清太郎国学入門) （冊子版）太田文庫北海道Webサイト管理人のページ参照。
- 『음식학 입문』(たべもの学入門)～『음식학 입문 제13부』(たべもの学 第十三部) （冊子版）太田文庫北海道Webサイト管理人のページ参照。
- 『호란성 평전』(評伝 胡蘭成) （冊子版）太田文庫北海道Webサイト管理人のページ参照。
- 『마츠이 토오루 서설』(松居桃樓序説) （冊子版）太田文庫北海道Webサイト管理人のページ参照。
- 『사쿠라자와 유키카즈 기행』(桜沢如一紀行) （冊子版）太田文庫北海道Webサイト管理人のページ参照。
- 헤이세이 15년～헤이세이 21년 3월까지의 일본의숙 공개강의 CD 太田文庫北海道Webサイト参照。